# Destino (animação)
Destino é uma curta-metragem animada lançada em 2003 pelos Estúdios da Walt Disney. Destino foi um filme primeiramente idealizado em 1945, 58 anos antes da sua estreia. O projeto era, a priori, uma colaboração entre o animador americano Walt Disney com o pintor surrealista espanhol Salvador Dalí, contando com música escrita pelo compositor mexicano Armando Dominguez e interpretada pela cantora Dora Luz.

## História

### Origem do projeto
Animação baseada em uma canção do compositor mexicano Armando Dominguez com o mesmo título e fortemente inspirada no mundo surreal do pintor espanhol Salvador Dalí. Este curta-metragem foi planejado para ser integrado ao filme "Música, Maestro!". Um cenário de animação e alguns testes foram realizados a partir de Janeiro de 1946, mas o projeto acabou sendo abandonado.

### Realização antecipada
Após o lançamento do Fantasia 2000, Roy E. Disney decidiu retomar a produção deste filme. Ele teve sua produção, principalmente no Walt Disney Animation Studios na França em Montreuil, perto de Paris. Finalmente, concluído na forma de um curta-metragem de 6 minutos, foi exibido em festivais e prêmios e no Festival Internacional de Cinema de Animação de Annecy, em 2003. O filme foi exibido na exposição Era uma vez Walt Disney, que foi realizada no Nationales Galeries du Grand Palais em Paris, de 16 de setembro de 2006 a 15 de Janeiro de 2007.

## Descrição
O curta de seis minutos conta a história do malfadado amor de Chronos por uma mortal chamada Dahlia.  Sem diálogos, a trama decorre enquanto Dahlia dança por um cenário surreal inspirado pelas pinturas de Dalí ao som da trilha sonora do compositor mexicano Armando Dominguez.